# Élection présidentielle américaine de 1976 en Géorgie
L'élection présidentielle américaine de 1976 en Géorgie a lieu le 2 novembre 1976 comme dans les 49 États qui composent les États-Unis ainsi que le district de Columbia. Les électeurs géorgiens choisissent des grands électeurs pour les représenter dans le collège électoral à travers un vote populaire. La Géorgie dispose en 1976 de 12 grands électeurs. L'État donne l'ensemble de ses grands électeurs au candidat du Parti démocrate, son ancien gouverneur Jimmy Carter. 
Le candidat vainqueur de ce scrutin dans tout le pays sera également Carter, qui occupera la présidence des États-Unis du 20 janvier 1977 au 20 janvier 1981, date à laquelle Ronald Reagan lui succédera. 